# Liste der Baudenkmäler in Pilsach

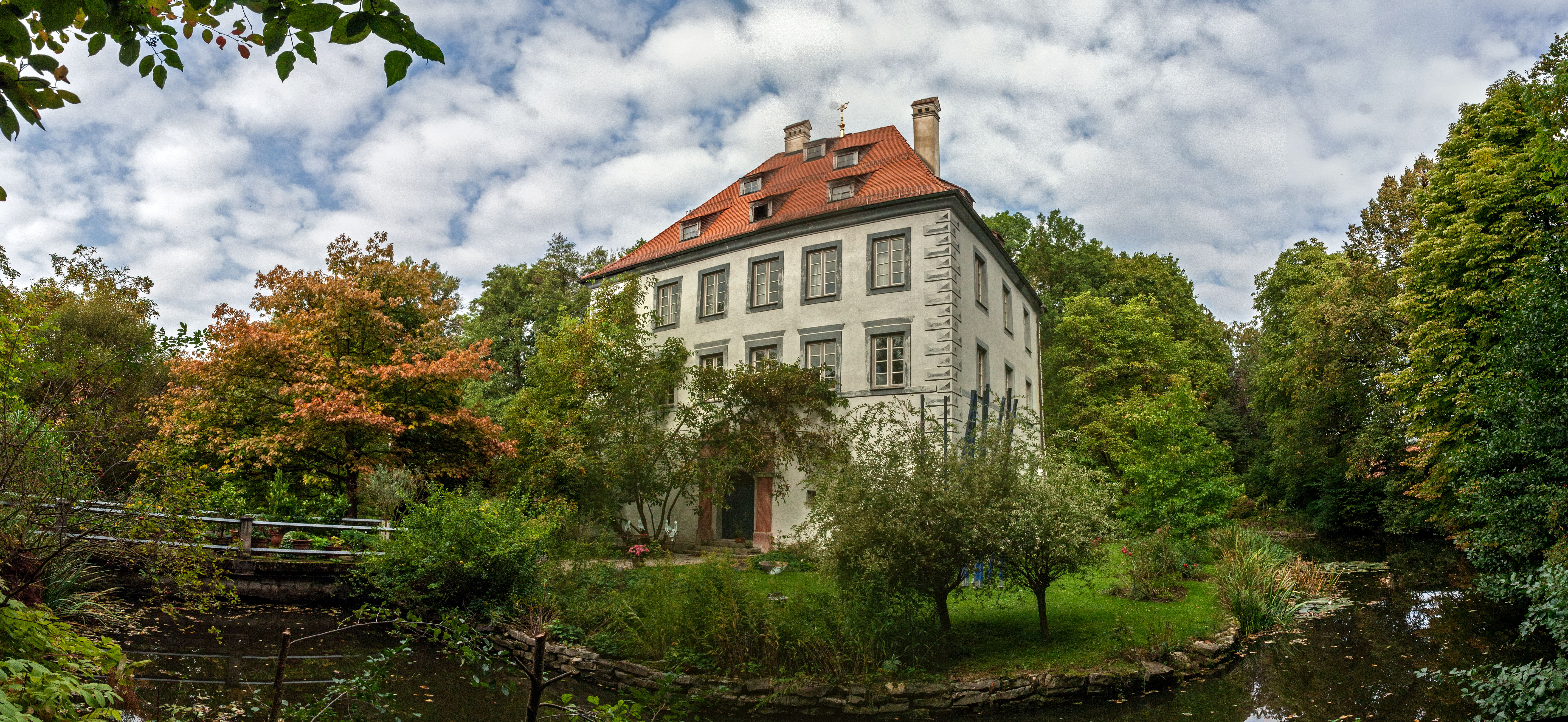
Schloss Pilsach

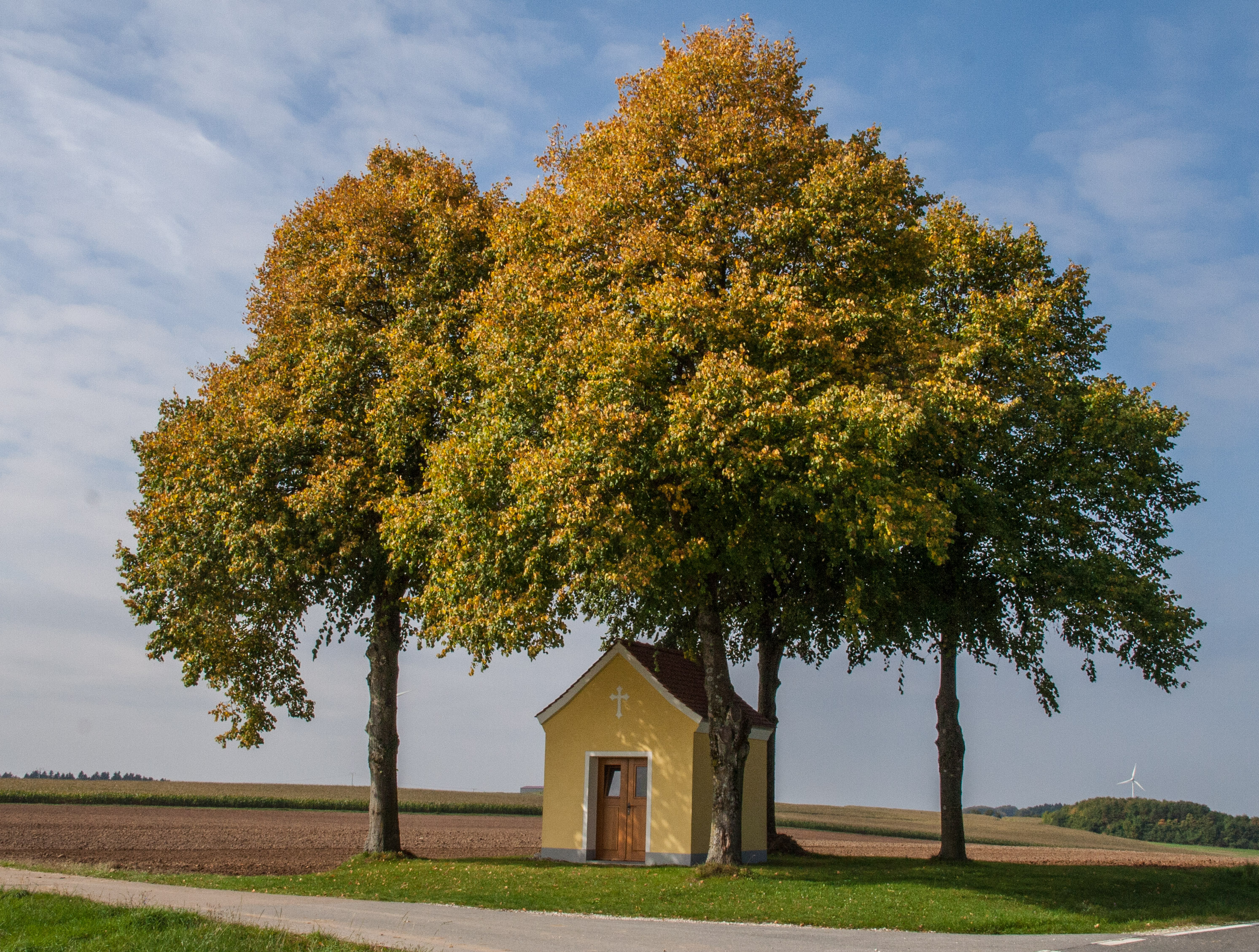
Feldkapelle

Auf dieser Seite sind die Baudenkmäler in der Oberpfälzer Gemeinde Pilsach zusammengestellt. Diese Tabelle ist eine Teilliste der Liste der Baudenkmäler in Bayern. Grundlage ist die Bayerische Denkmalliste, die auf Basis des Bayerischen Denkmalschutzgesetzes vom 1. Oktober 1973 erstmals erstellt wurde und seither durch das Bayerische Landesamt für Denkmalpflege geführt wird. Die folgenden Angaben ersetzen nicht die rechtsverbindliche Auskunft der Denkmalschutzbehörde.

## Baudenkmäler nach Ortsteilen

### Pilsach
| Lage                               | Objekt                                     | Beschreibung | Akten-Nr.    | Bild           |
| ---------------------------------- | ------------------------------------------ | --- | ------------ | -------------- |
| Amberger Straße (Standort)         | Wegkapelle St. Maria                       | Satteldachbau mit Vordach auf gefasten Holzstützen und Putzgliederung, 18. Jahrhundert | D-3-73-153-5 | weitere Bilder |
| Am Kirchplatz (Standort)           | Kriegerdenkmal für 1914/18 und 1939/45     | Auf Inschriftsockel mit Deckplatte, darauf ionische Säule mit Marienfigur, um 1920 | D-3-73-153-6 | BW             |
| Kirchweg 1, 3 (Standort)           | Katholische Pfarrkirche St. Peter und Paul | Saalbau mit Chorturm, gotische Anlage, im 18./19. Jahrhundert umgestaltet, 1926 nach Westen erweitert, mit Ausstattung; Ehemalige Friedhofsbefestigung, Torbau mit Dreiecksgiebel, wohl 16./17. Jahrhundert; Ehemalige Friedhofskapelle, jetzt Leichenhaus, polygonal schließender Satteldachbau, 19. Jahrhundert                                                                                                  | D-3-73-153-1 | weitere Bilder |
| Schloßstraße 9, 9 a, 11 (Standort) | Ehemaliges Hofmarkschloss                  | Dreigeschossiges Weiherhaus mit hohem Erdgeschoss, Walmdach, diamantierten Eckquadern und Pilasterportal, im Kern gotisch, Gewölbe 1569, Umbau 17./18. Jahrhundert; Ehemaliger Stadel, eingeschossiger und traufständiger Halbwalmdachbau mit Fachwerkgiebel, 17./18. Jahrhundert; Sogenanntes Jägerhaus, eingeschossiger Walmdachbau mit Fledermausgauben und stark profiliertem Kranzgesims, 17./18. Jahrhundert | D-3-73-153-3 | weitere Bilder |

### Ammelhofen
| Lage                     | Objekt               | Beschreibung | Akten-Nr.    | Bild           |
| ------------------------ | -------------------- | --- | ------------ | -------------- |
| In Ammelhofen (Standort) | Ortskapelle St. Anna | Giebelständiger und abgewalmter Satteldachbau mit polygonalem Altarraum, Glockendachreiter, Vordach und Sakristeianbau, Quadermauerwerk mit Putzgliederungen, bezeichnet mit 1923 | D-3-73-153-7 | weitere Bilder |

### Bernthal
| Lage                    | Objekt               | Beschreibung                                                                    | Akten-Nr.    | Bild |
| ----------------------- | -------------------- | ------------------------------------------------------------------------------- | ------------ | ---- |
| Kapellenfeld (Standort) | Wegkapelle St. Maria | Giebelständiger Satteldachbau, wohl 17. Jahrhundert, erneuert 1948 (bezeichnet) | D-3-73-153-4 | BW   |

### Bräunertshof
| Lage                                  | Objekt                                               | Beschreibung                                                                              | Akten-Nr.     | Bild |
| ------------------------------------- | ---------------------------------------------------- | ----------------------------------------------------------------------------------------- | ------------- | ---- |
| Seeholz; östlich des Ortes (Standort) | Bildstock, sogenannte Schwarze Marter                | Rustizierter Steinpfeiler mit vierseitigem Bildtabernakel, rückseitig bezeichnet mit 1913 | D-3-73-153-29 | BW   |
| Vorderes Grafenbuch (Standort)        | Bildstock Hl. Dreifaltigkeit, sogenannte Rote Marter | Geschnitzter Holzstamm mit verbreitertem Kopfstück, 19. Jahrhundert, Bild 2006 erneuert   | D-3-73-153-28 | BW   |

### Danlohe
| Lage                  | Objekt                | Beschreibung                                                              | Akten-Nr.    | Bild           |
| --------------------- | --------------------- | ------------------------------------------------------------------------- | ------------ | -------------- |
| In Danlohe (Standort) | Ortskapelle St. Maria | Giebelständiger Satteldachbau mit Giebeldachreiter, 1893; mit Ausstattung | D-3-73-153-9 | weitere Bilder |

### Dietkirchen
| Lage                                                                            | Objekt                              | Beschreibung | Akten-Nr.     | Bild           |
| ------------------------------------------------------------------------------- | ----------------------------------- | --- | ------------- | -------------- |
| Dietkirchen 1 (Standort)                                                        | Katholische Pfarrkirche St. Stephan | Saalbau mit Chorflankenturm und polygonaler Apsis, romanisch, im 18. Jahrhundert umgestaltet, der Turm bezeichnet mit 1550, 1920/21 Anbau von Seitenkapellen durch Friedrich Haindl; mit Ausstattung; Friedhof, geschlossene Umfriedung mit rundbogigem Eingangstor, wohl 17. Jahrhundert, später terrassenförmig erweitert; Friedhofskapelle St, Michael, korbbogig schließender Walmdachbau, 18. Jahrhundert; Sogenannter Rosenfriedhof mit schmiedeeisernen Grabkreuzen, 18./19. Jahrhundert | D-3-73-153-10 | weitere Bilder |
| Heuwegfeld, an der Straße nach Frickenhofen (Standort)                          | Bildstock St. Wendelin              | Marterl mit eingesetztem (erneuertem) Bild, 19. Jahrhundert; an der Straße nach Frickenhofen | D-3-73-153-15 | BW             |
| In Dietkirchen, an der Straße nach Habertshofen (Standort)                      | Wegkapelle St. Maria                | Giebelständiger Satteldachbau mit korbbogigem Eingang, 17. Jahrhundert; an der Straße nach Habertshofen. | D-3-73-153-12 | weitere Bilder |
| In Dietkirchen, neben der Wegkapelle an der Straße nach Habertshofen (Standort) | Steinkreuz                          | Lateinische Form mit kurzen Armen, Kalkstein, wohl spätmittelalterlich | D-3-73-153-13 | weitere Bilder |

### Eispertshofen
| Lage                        | Objekt                | Beschreibung | Akten-Nr.     | Bild |
| --------------------------- | --------------------- | --- | ------------- | ---- |
| In Eispertshofen (Standort) | Dorfkapelle Herz Jesu | Traufständiger und polygonal schließender Saalbau mit abgewalmtem Satteldach und Giebeldachreiter, 1901; mit Ausstattung | D-3-73-153-16 | BW   |

### Giggling
| Lage                  | Objekt        | Beschreibung | Akten-Nr.     | Bild          |
| --------------------- | ------------- | --- | ------------- | ------------- |
| Giggling 5 (Standort) | Wohnstallhaus | Eingeschossiger und giebelständiger Satteldachbau mit verputztem Fachwerkgiebel und seitlichem Fachwerk am Wohnteil, 17./18. Jahrhundert | D-3-73-153-17 | Wohnstallhaus |

### Habertshofen
| Lage                      | Objekt                      | Beschreibung | Akten-Nr.     | Bild |
| ------------------------- | --------------------------- | ------------ | ------------- | ---- |
| Habertshofen 5 (Standort) | Kapellenbildstock St. Maria |              | D-3-73-153-18 | BW   |

### Inzenhof
| Lage                  | Objekt     | Beschreibung                                         | Akten-Nr.     | Bild |
| --------------------- | ---------- | ---------------------------------------------------- | ------------- | ---- |
| Inzenhof 5 (Standort) | Hofkapelle | Giebelständiger Satteldachbau, Mitte 18. Jahrhundert | D-3-73-153-19 | BW   |

### Laaber
| Lage                     | Objekt                                                                  | Beschreibung | Akten-Nr.     | Bild                 |
| ------------------------ | ----------------------------------------------------------------------- | --- | ------------- | -------------------- |
| Dorfstraße 7 (Standort)  | Katholische Filialkirche St. Johannes Evangelist, ehemalige Burgkapelle | Saalbau mit polygonalem Chor und Westturm, im Kern romanisch, 1486 umgestaltet, Turm 17. Jahrhundert, Chorerweiterung 1980–82; mit Ausstattung; Friedhofmauerabschnitte mit rundbogigem Eingangstor, wohl 17. Jahrhundert, Nordostabschnitt teilweise mit Buckelquadern, 12./13. Jahrhundert | D-3-73-153-22 | weitere Bilder       |
| Dorfstraße 11 (Standort) | Gasthaus, ehemaliges Wohnstallhaus                                      | Mit tonnengewölbtem Stall, zweigeschossiger und giebelständiger Satteldach, im Inneren (Dachwerk) bezeichnet mit 1838 | D-3-73-153-37 | weitere Bilder       |
| Hirtenweg 7 (Standort)   | Zugehöriger Backofen                                                    | Traufständiger Satteldachbau mit spitzbogiger Nische, Quadermauerwerk, 2. Hälfte 19. Jahrhundert | D-3-73-153-20 | Zugehöriger Backofen |

### Litzlohe
| Lage                                   | Objekt                             | Beschreibung | Akten-Nr.     | Bild                 |
| -------------------------------------- | ---------------------------------- | --- | ------------- | -------------------- |
| Emmeramsplatz 2 (Standort)             | Ehemaliges Pfarrhaus               | Zweigeschossiger und traufständiger Halbwalmdachbau, 18./19. Jahrhundert | D-3-73-153-24 | Ehemaliges Pfarrhaus |
| Emmeramsplatz 4 (Standort)             | Katholische Pfarrkirche St. Oswald | Ursprünglich frühgotischer Saalbau mit Chorturm, mehrfach verändert, 1922/23 Errichtung eines neubarocken Hauptbaus mit Halbwalmdach durch Friedrich Haindl; mit Ausstattung | D-3-73-153-23 | weitere Bilder       |
| Obere Dorfstraße 5 ()                  | Ehemaliges Wohnstallhaus           | Eingeschossiger und giebelständiger Steildachbau mit verputztem Fachwerk, 18./19. Jahrhundert                                                                                | D-3-73-153-25 |                      |
| Hofäcker, am Weg nach Eispertshofen () | Steinkreuz                         | Lateinische Form mit zwei Armstümpfen, wohl spätmittelalterlich | D-3-73-153-30 |                      |

### Niederhofen
| Lage                                                      | Objekt                | Beschreibung                                                                              | Akten-Nr.     | Bild                  |
| --------------------------------------------------------- | --------------------- | ----------------------------------------------------------------------------------------- | ------------- | --------------------- |
| Dietkirchen 16, am Berghang westlich des Ortes (Standort) | Felsenkeller          | Ca. 40 in den Doggerfelsen geschlagene Kammern, 17. bis 19. Jahrhundert                   | D-3-73-153-32 | weitere Bilder        |
| Niederhofen 8 (Standort)                                  | Ehemaliges Bauernhaus | Eingeschossiger und traufständiger Satteldachbau mit Fachwerkgiebel, 18. Jahrhundert      | D-3-73-153-33 | Ehemaliges Bauernhaus |
| Niederhofen 11 (Standort)                                 | Ehemaliges Bauernhaus | Eingeschossiger und giebelständiger Steildachbau mit Fachwerkgiebel, 18./19. Jahrhundert  | D-3-73-153-34 | Ehemaliges Bauernhaus |
| Thurnäcker (Standort)                                     | Feldkapelle St. Maria | Giebelständiges Gehäuse mit vorkragendem Satteldach, 18./19. Jahrhundert; mit Ausstattung | D-3-73-153-31 | BW                    |

### Schneemühle
| Lage                     | Objekt                              | Beschreibung                                                           | Akten-Nr.     | Bild |
| ------------------------ | ----------------------------------- | ---------------------------------------------------------------------- | ------------- | ---- |
| Schneemühle 1 (Standort) | Müllerhaus, ehemaliger Wohnstallbau | Zweigeschossiger und giebelständiger Steildachbau, 17./18. Jahrhundert | D-3-73-153-35 | BW   |

## Ehemalige Baudenkmäler
In diesem Abschnitt sind Objekte aufgeführt, die früher einmal in der Denkmalliste eingetragen waren, jetzt aber nicht mehr. Objekte, die in anderem Zusammenhang also z. B. als Teil eines Baudenkmals weiter eingetragen sind, sollen hier nicht aufgeführt werden. Aktennummern in diesem Abschnitt sind ehemalige, jetzt nicht mehr gültige Aktennummern.

| Lage                                                    | Objekt                         | Beschreibung                           | Akten-Nr.     | Bild                           |
| ------------------------------------------------------- | ------------------------------ | -------------------------------------- | ------------- | ------------------------------ |
| Bernthal Bernthal 2 (Standort)                          | Ortskapelle St. Maria          | 1773; mit Ausstattung                  | D-3-73-153-8  | BW                             |
| Dietkirchen Von der St 2240 nach Dietkirchen (Standort) | Dreifaltigkeitsbild            | An der Straße nach Frickenhofen        | D-3-73-153-14 | BW                             |
| Litzlohe Im Heuweg; am Weg nach Sindlbach (Standort)    | Feldkapelle Hl. Dreifaltigkeit | Ende 17. Jahrhundert; mit Ausstattung. | D-3-73-153-26 | Feldkapelle Hl. Dreifaltigkeit |
| Litzlohe Nähe Waller Weg ()                             | Kapelle St. Wendelin           | 1875; mit Ausstattung                  | D-3-73-153-27 |                                |
| Wimmersdorf In Wimmersdorf (Standort)                   | Marienkapelle                  | 1894; mit Ausstattung                  | D-3-73-153-36 | BW                             |